# 渡辺東一
渡辺 東一（わたなべ とういち、1905年（明治38年）12月25日 - 1985年（昭和60年）5月27日）は、将棋棋士。棋士番号4。名誉九段。日本将棋連盟会長。関根金次郎十三世名人門下。千葉県東葛飾郡関宿町（現・野田市）出身。

## 経歴
1918年、渡辺の親戚でもある関根金次郎に入門。1922年四段昇段。
1941年八段。順位戦に3期参加した後、1949年に引退。
1948年、日本将棋連盟会長に就任。在任中の1949年に名人戦の主催社が毎日新聞社から朝日新聞社に変更されるが、これは渡辺の北海道出張中に交渉を委任された加藤治郎副会長（後の名誉九段）がやったことで、渡辺の帰京後、委任の範囲を巡って渡辺と加藤の間で一悶着あったという。1953年将棋連盟名誉会長。
1975年11月17日に行なわれた第1回の「将棋の日」において、日本将棋連盟から「名誉九段」が贈られる。
1985年、心不全のため死去。

## 弟子

### 棋士
| 名前       | 四段昇段日   | 段位、主な活躍                                       |
| ---------- | ------------ | ---------------------------------------------------- |
| 下平幸男   | 1948年       | 八段、一般棋戦優勝1回                                |
| 二上達也   | 1950年4月1日 | 九段、王将1期、棋聖3期、一般棋戦優勝5回、A級在籍27期 |
| 北村昌男   | 1953年       | 九段、一般棋戦優勝2回                                |
| 佐藤大五郎 | 1957年4月1日 | 九段、タイトル挑戦1回、一般棋戦優勝1回、A級在籍2期   |
| 勝浦修     | 1967年4月1日 | 九段、タイトル挑戦2回、一般棋戦優勝3回、A級在籍7期   |

- 北海道出身者を中心に多くの弟子を育成した。
- 孫弟子に羽生善治、森内俊之らがいる。

## 昇段履歴
- 1918年00月00日： 入門
- 1922年10月01日： 四段
- 1926年00月00日： 五段
- 1929年00月00日： 六段
- 1935年00月00日： 七段
- 1941年00月00日： 八段
- 1949年00月00日： 引退
- 1975年11月00日： 名誉九段（第一回将棋の日）[4]

## 主な成績

### 在籍クラス
| 開始 年度 | (出典)順位戦出典 | (出典)順位戦出典 | (出典)順位戦出典 | (出典)順位戦出典           | (出典)順位戦出典           | (出典)順位戦出典 | (出典)順位戦出典 | (出典)順位戦出典 |
| 開始 年度 | 期               | 名人             | A級              | B級                        | B級                        | C級              | C級              | 0                |
| 開始 年度 | 期               | 名人             | A級              | 1組                        | 2組                        | 1組              | 2組              | 0                |
| --- | ---------------- | ---------------- | ---------------- | -------------------------- | -------------------------- | ---------------- | ---------------- | ---------------- |
| 1946 | 1                |                  | 八段戦 順位8位▼  |                            |                            |                  |                  | 6-7 降級PO:0-2   |
| 1947 | 2                |                  |                  | B級 順位2位                | B級 順位2位                |                  |                  | 4-8              |
| 1948 | 3                |                  |                  | B級 予選1組 B級 本戦不出場 | B級 予選1組 B級 本戦不出場 |                  |                  | 1-4              |
| 1949 |                  | 1949年引退       | 1949年引退       | 1949年引退                 | 1949年引退                 | 1949年引退       | 1949年引退       | 1949年引退       |
| 順位戦の 枠表記 は挑戦者。 右欄の数字は勝-敗(番勝負/PO含まず)。 順位戦の右数字はクラス内順位 ( x当期降級点 / *累積降級点 / +降級点消去 ) |                  |                  |                  |                            |                            |                  |                  |                  |

### 年度別成績
| 年度       | 対局数 | 勝数 | 負数 | 勝率   | (出典) |
| ---------- | ------ | ---- | ---- | ------ | ------ |
| 1946       | 18     | 7    | 11   | 0.3889 |        |
| 1947       | 14     | 5    | 9    | 0.3571 |        |
| 1948       | 5      | 1    | 4    | 0.2000 |        |
| 1949年引退 |        |      |      |        |        |

## 栄典
- 勲四等瑞宝章（1980年）